# Siniperca scherzeri
Siniperca scherzeri е вид лъчеперка от семейство Percichthyidae.

## Разпространение
Видът е разпространен в Китай, Северна Корея и Южна Корея.